# Mitrella vosvictori
Mitrella vosvictori is een slakkensoort uit de familie van de Columbellidae. De wetenschappelijke naam van de soort is voor het eerst geldig gepubliceerd in 2009 door Monsecour & Monsecour.